# Robert Bennett

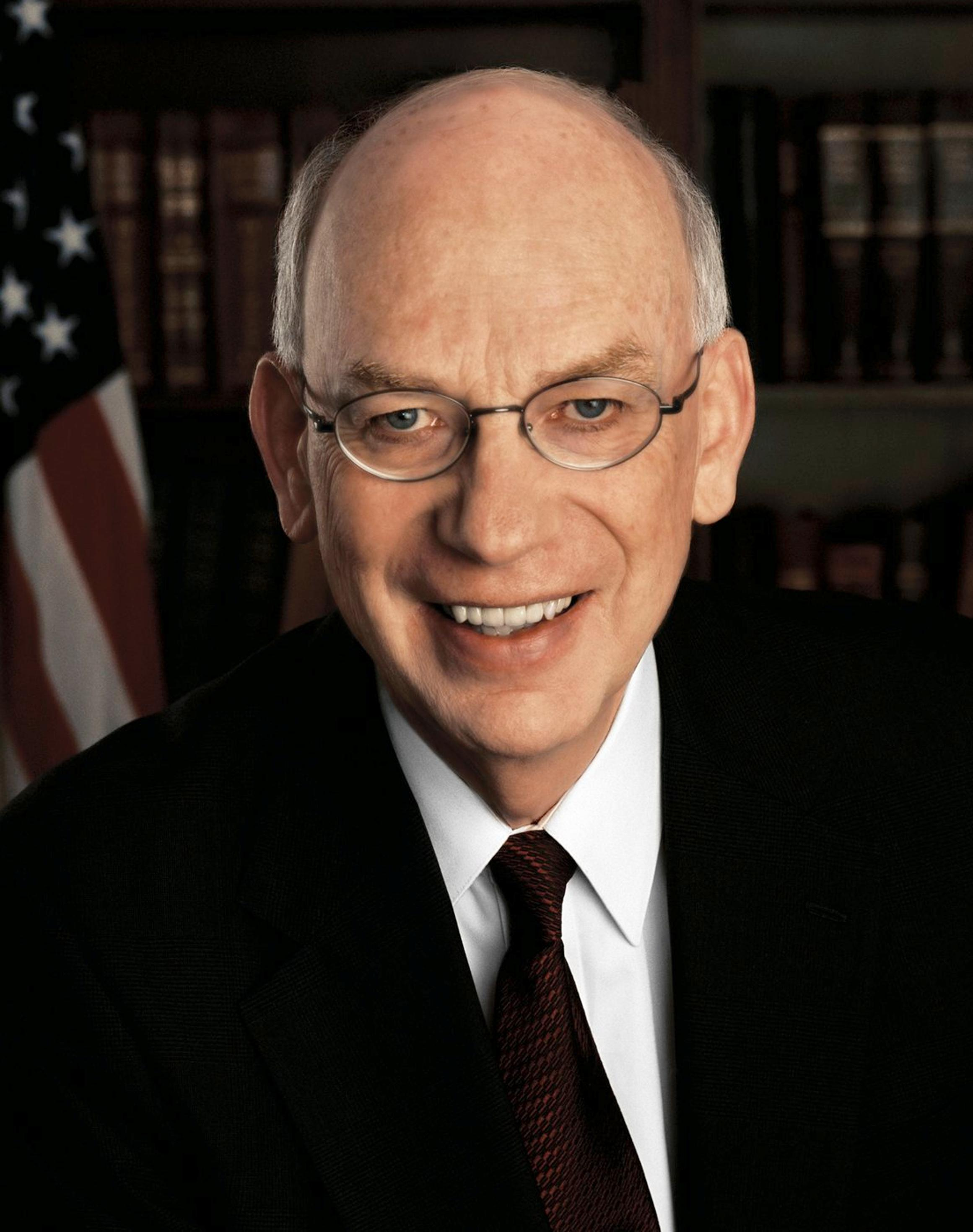
Robert Bennett

Robert Foster "Bob" Bennett, född 18 september 1933 i Salt Lake City, Utah, död 4 maj 2016 i Arlington, Virginia, var en amerikansk republikansk politiker. Han var ledamot av USA:s senat 1993–2011, där han representerade Utah.
Bennetts far Wallace F. Bennett var även han republikansk senator från Utah och morfadern Heber J. Grant var president för Jesu Kristi kyrka av sista dagars heliga 1918–1945.
Han avlade 1957 sin grundexamen vid University of Utah. Han gifte sig 1962 med Joyce McKay. Paret fick sex barn: Julie, Robert, James, Wendy, Heather och Heidi.